# Døvbleven
|  | Sammenskrivningsforslag Artiklen Døvbleven er foreslået føjet ind i Døvhed. (Siden august 2020) Diskutér forslaget |

En døvbleven person er en person, der er født som hørende, men så senere i livet har mistet høresansen, så normal mundtlig kommunikation er umulig. Man regner med at der er mellem 1.500 og 2.000 døvblevne i Danmark.
| Lægevidenskab | Spire Denne artikel om lægevidenskab er en spire som bør udbygges. Du er velkommen til at hjælpe Wikipedia ved at udvide den. |